# Prezi
Prezi ist ein plattformunabhängiges cloud-abhängiges Präsentationsprogramm. Mit der Software kann auf Basis der HTML5-Technologie eine Präsentation auf einem virtuellen, großen Blatt Papier erstellt werden, auf dem man sich durch Maussteuerung bewegen sowie hinein- und herauszoomen kann.

## Erstellen und Bearbeiten einer Präsentation
Prezi steht als Webanwendung mit HTML5 als Prezi-Next, mit Adobe Flash als Prezi-Classic und als selbstständige Anwendung namens Prezi Desktop mit Adobe AIR für Windows und Mac zur Verfügung. Bei Prezi arbeitet man auf einer Präsentationsfläche, dem interaktiven Whiteboard, auf der man beispielsweise Textfelder, Bilder oder Filme einfügen kann. Die Objekte können dann vergrößert, verkleinert, gedreht und verschoben werden. Einzelne Objekte können mit Pfaden verbunden werden. Die Software besitzt einen Mehrbenutzermodus, der auf zehn Personen begrenzt ist.
Eine Präsentation kann in ein eigenständiges Portable Prezi exportiert werden und auf Mac und Windows offline abgespielt werden. Für Linux besteht die Möglichkeit, dies mit einem minimalen Webserver zu emulieren oder die für Windows exportierte Version durch Wine auszuführen. Zudem steht eine Abspielsoftware für Apple iPad zur Verfügung. Verschiedene Formate wie Videos oder Bilder in einer Prezi-Präsentation sind nicht mehr einzeln exportierbar. Dies erschwert die Übernahme von Teilen von Präsentationen, auch ist eine maschinelle Durchsuchbarkeit nicht gegeben.

## Animationsablauf
Ist ein Objekt mit einem anderen durch einen Pfad verbunden, sieht es in der Präsentation ähnlich einem Anflug in Google Earth aus, erst ein Zoom out, dann dreht sich die Fläche so, dass das neue Objekt richtig ausgerichtet ist, und wird schließlich auf die optimale Größe gezoomt. Kritiker gehen auf diesen Animationseffekt ein, da dieser von einigen zwar als angenehm, von anderen aber als eher unpassend beurteilt wird. Der Learning Technology Support Service des University College London weist darauf hin, dass Prezi leicht zum Übertreiben einlädt.

## Geschäftsmodell
Prezi basiert auf einem Freemium-Geschäftsmodell. Es ist frei im Internet zugänglich, jeder kann dort Präsentationen erstellen und erhält 100 MB Datenspeicher. Diese sind allerdings öffentlich einsehbar und mit einem Prezi-Logo gekennzeichnet. Prezi bietet fünf Lizenzversionen an, von denen vier kostenpflichtig sind: Die preiswerteste „Enjoy“-Lizenz erlaubt das Erstellen nicht-öffentlicher Präsentationen, entfernt das Prezi-Logo, erweitert den verfügbaren Speicherplatz und bietet zudem Zugriff auf den Support. Die teurere „Pro“-Lizenz erlaubt das Herunterladen des Editors und das Erstellen von Präsentationen offline. In der „Team“-Lizenz sind zudem Trainingsoptionen und zentrale Lizenzverwaltung enthalten. Für Studierende und Lehrende einer Hochschule oder Universität gibt es vergünstigte Konditionen in den „Edu“-Varianten der Prezi-Lizenzen. Die Lizenz „Edu Enjoy“ ist komplett kostenfrei, bietet aber nicht die sonst enthaltene Support-Option. Als Authentifizierung wird lediglich eine Hochschulkennung der zu registrierenden E-Mail-Adresse benötigt.

## Alternativen
Eine Alternative, die auf einem ähnlichen Grundprinzip beruht, aber mit einer freien Lizenz versehen ist, existiert mit Sozi, einer Inkscape-Erweiterung, die eine SVG-Datei mit Java-Script animiert. Einige Projekte versuchen ebenfalls, das Prezi-Konzept mittels freien Webstandards wie CSS3-Transformationen nachzuahmen, wobei bislang die Arbeit direkt im Quelltext vorzunehmen ist. Um den Komfort von Prezi zu erreichen, gibt es auch Bestrebungen, GUI-Editoren in HTML5 zu erstellen.

## Geschichte
Prezi wurde 2007 von dem ungarischen Künstler Ádám Somlai-Fischer und dem Informatiker Péter Halácsy entwickelt. Sie begannen Prezi als Präsentationsprogramm für Architekturfirmen. Im Jahr 2008 engagierten sie als Firmenchef den schwedisch-ungarischen Jungunternehmer Péter Árvai, und im März 2009 stellten sie das Programm der Öffentlichkeit vor und gingen im darauffolgenden Monat online. Das Hauptquartier der Firma liegt in San Francisco, ein weiteres größeres Büro befindet sich in Budapest, wo die Software auch ursprünglich entwickelt wurde.
Zu den Investoren gehört seit 2009 TED, ebenso die Venture Capital Firma Sunstone Capital. Zu den Beratern zählt unter anderem Twitter-Mitgründer Jack Dorsey. Die Software wird mittlerweile ebenso regelmäßig bei TED-Konferenzen eingesetzt wie für Keynotes bei LeWeb oder der Europeana-Konferenz 2010. In einer Lifehacker-Umfrage aus dem September 2010 kam Prezi unter die fünf meistgenutzten Präsentationsprogramme, unterlag im Endergebnis aber deutlich sowohl Powerpoint als auch dem Apple-Präsentationsprogramm Keynote.
Am 25. April 2017 wurde die überarbeitete Plattform Prezi Next veröffentlicht. Die auf HTML5 aufbauende Version der alten, nun Prezi Classic genannten, Präsentationssoftware beinhaltet unter anderem einen neuen Editor, erlaubt erweiterte Animationen während der Präsentation und bietet Nutzern umfassendere Echtzeitanalyse-Werkzeuge.
Lehrer waren die Zielgruppe, die Prezi Video am schnellsten annahm, und im April 2020 nutzten Lehrer in 175 Ländern Prezi Video in ihren virtuellen Klassenzimmern. Prezi Video erhielt einen 2020 Award of Excellence vom Tech & Learning Magazine.
Im Juli 2020 ernannte Prezi den Präsidenten Jim Szafranski zum neuen CEO und gab bekannt, dass der Mitbegründer und CEO Peter Arvai Executive Chairman werden würde. Szafranski kam 2015 als Chief Operating Officer zu Prezi und wurde 2018 in den Vorstand berufen, bevor er 2019 zum Präsidenten ernannt wurde.